# Partit Polític dels Radicals
Partit Polític dels Radicals (neerlandès Polieteke Partij Radikalen, PPR) fou un partit polític neerlandès d'esquerra d'inspiració cristiana fundat el 1968. El 1991 es va unir al Partit Popular Evangèlic (EVP) i al Partit Socialista Pacifista per formar GroenLinks.
Després de les eleccions de 1967 es forma govern dels conservadors KVP-ARP-CHU amb els liberals de VVD i no amb el Partit del Treball, frustrant les esperances d'un govern progressista. Això provocà protestes en el sector progressista del Partit Antirevolucionari i alguns del Partit Popular Catòlic, quan es veia clar que tots tres anaven a unir-se. L'abril de 1968 els radicals catòlics Jacques Arden i Bas de Gaay Fortman, formaren partit i el seu grup parlamentari propi. Ruud Lubbers, que inicialment hi simpatitzava, no es va unir.
Col·laboraren estretament amb el Partit Socialista Pacifista, Demòcrates 66 i el Partit del Treball, amb qui van fer PAK (acord progressista) i govern a l'ombra. Es presentà a les eleccions de 1971 però només va obtenir 2 escons, i els membres del PAK 52, alhora que per fi PvdA i VVD fan govern conjunt. A les eleccions de 1972 es presentaren amb Bas de Gaay com a cap de llista i obtingueren 7 escons, alhora que els del PAK sumaven 56; aleshores es formà un govern de centreesquerra (el PAK amb dissidents d'ARP i KVP) presidit per Joop den Uyl i on PPR aportà com a ministres Harry van Doorn (Cultura) i Boy Trip (secretari d'estat).
A les eleccions de 1977 el nou cap fou Ria Beckers, però la polarització de l'enfrontament entre Den Uyl i Van Agt provoca la caiguda a 3 escons i queda fora d'un possible govern. Els anys 1981 i 1983 també participà en manifestacions antinuclears i s'hi formaren dos grups, el d'Eric Jurgens, partidari de col·laborar amb PvdA, i el de Wageriningen, de fer-ho amb el Partit Comunista i el Partit Socialista Pacifista, altres amb els verds (Bas de Gaay). Les dues opcions últimes s'aliaren i s'imposaren en el Congrés de 1981 i a les eleccions de 1981 va obtenir 3 escons, però que es va reduir a 2 a les  de 1982. El 1985 reberen al dissident de la CDA Stef Dijkman.
La col·laboració amb el Partit Popular Evangèlic (EVP) i el Partit Socialista Pacifista (PSP) es va fer més estreta: el 1984 signaren l'Acord Verd Progressista i es presentaren plegats a les eleccions europees de 1984 amb un programa pacifista i antinuclear, i assoliren l'obtenció d'un eurodiputat. El 1989 van iniciar converses amb el Partit Comunista i el PSP per a formar partit unificat, amb membres de sindicats, moviment antinuclear, artistes i del Partit Popular Evangèlic; es presentaren a les eleccions de 1989 liderats per Ria Beckers amb el nom d'Esquerra Verda. El nou partit es constituí oficialment el 1991 i tots tres partits socis s'hi van dissoldre.

## Resultats electorals

### Eleccions legislatives
| Any  | Vots    | %    | Escons  | +/- | Govern   |
| ---- | ------- | ---- | ------- | --- | -------- |
| 1971 | 116,065 | 1.84 | 2 / 150 | Nou | Oposició |
| 1972 | 354,829 | 4.80 | 7 / 150 | 5   | Coalició |
| 1977 | 140,910 | 1.69 | 3 / 150 | 4   | Oposició |
| 1981 | 171,042 | 1.97 | 3 / 150 | =   | Oposició |
| 1982 | 136,446 | 1.66 | 2 / 150 | 1   | Oposició |
| 1986 | 115,203 | 1.26 | 2 / 150 | =   | Oposició |

### Eleccions europees
| Any  | Vots                           | %                              | Escons | +/- | Grup |
| ---- | ------------------------------ | ------------------------------ | ------ | --- | ---- |
| 1979 | 92,055                         | 1.62                           | 0 / 25 | Nou | -    |
| 1984 | Dins l'Acord Verd Progressista | Dins l'Acord Verd Progressista | 1 / 25 | 1   | RBW  |
| 1989 | Dins l'Arc de Sant Martí       | Dins l'Arc de Sant Martí       | 1 / 25 | =   | RBW  |